# Axis of Advance
Gli Axis of Advance sono un gruppo blackened death metal canadese formato nel 1998.

## Formazione
- Wör – voce, chitarra
- Vermin – voce, basso
- J.Read – batteria

## Discografia

### Album in studio
- 2001 – Strike
- 2002 – The List
- 2004 – Obey

### EP
- 1999 – Landline

### Split album
- 1999 – Awaiting the Glorious Damnation of Mankind
- 2006 – Purify